# André Martinet
André Martinet [wymowa: andre maʀtinɛ] (ur. 12 kwietnia 1908, zm. 16 lipca 1999) – francuski językoznawca, w latach 1946–1948 dyrektor działu badań lingwistycznych International Auxiliary Language Association i jeden z ojców języka interlingua. Zwolennik tendencji naturalistycznej w językach planowych, miał jednak nieco odmienne zapatrywania na rolę i ostateczną postać języka międzynarodowego niż Alexander Gode.
W 1948 roku odszedł z IALA i objął funkcję kierownika Katedry Lingwistyki Ogólnej i Komparatywnej Uniwersytetu Columbia w Nowym Jorku. W chwili śmierci był emerytowanym profesorem na Sorbonie.
Założyciel językoznawstwa funkcjonalnego.

## Wybrana twórczość
Wśród istotnych prac można wymienić:
- La prononciation du français contemporain (Paryż 1945)
- Phonology as Functional Phonetics (Nowy Jork 1949)
- Économie des changements phonétiques (Berno 1955)
- Éléments de linguistique générale (Paryż 1960)